# Марія Мінерва
Марія Юур (Maria Juur, 15 березня 1988) — естонська співачка та музикантка, яка виступає під псевдонімом Марія Мінерва (Maria Minerva). Проживає у Великій Британії.

## Життєпис
Донька естонської сатирикині і музичного критика Марта Юура, народилася і виросла в Талліні. Вона закінчила Естонську академію мистецтв. Музичної освіти не отримала, хоча і співала в дитячому хорі.
У 2009 році Марія Юур поїхала до Лондона, де стажувалась в журналі The Wire, а пізніше вступила до магістратури в Голдсміт-коледжі. Щоб зайняти вільний час, вона придбала через Інтернет інструменти і, захоплена музикою першої хвилі лоу-фая, в домашніх умовах почала записувати треки. Одним з перших був «Lovecool», що вийшов на двох естонських збірниках у 2010 році (у той час у неї був псевдонім UNCANDY). 
26 березня 2010 року відбувся перший публічний виступ у рідному місті на фестивалі Tallinn Music Week. Наприкінці 2010 року, напередодні Нового року, вона зв'язалася з американським лейблом Not Not Fun Records, на якому і вийшла дебютна касета Мінерви Tallinn at Dawn в лютому 2011 року. Через пів року в серпні вийшов другий альбом Cabaret Cixous, названий на честь французької письменниці-феміністки Елен Сіксу і гурту Cabaret Voltaire, чиєю прихильницею є Марія Мінерва. Тоді ж виконавиця стала «новачком дня» на сайті The Guardian, де її звучання було описано як «туманне диско, повне реверберації, ділею і загадково-неземного вокалу». У листопаді 2011 року відбувся реліз танцювальнішого Sacred & Profane Love EP під лейблом 100 % Silk (підрозділ Not Not Fun). Готується до випуску спільний альбом з LA Vampires (Аманда Браун).
4 вересня 2012 року вийшов третій довгограючий альбом Марії Мінерви під назвою Will Happiness Find Me?.

## Дискографія

### Альбоми
1. 2011 — Tallinn at Dawn / Таллінн на світанку
2. 2011 — Cabaret Cixous / Кабаре Сіксу
3. 2012 — Will Happiness Find Me?  / Знайде мене щастя?
4. 2014 — Histrionic / Награний

### Мініальбоми
- Ruff Trade (2011)
- Noble Savage (2011)
- Sacred & Profane Love (2011)